# Bjergprimtal
Bjergprimtal er primtal hvori cifrene vokser og derefter aftager.
Eksempler på bjergprimtal er 131, 151, 181, 191, 1231, ..., 1871, ..., 12421, ...

## Reference
1. ↑  Primtal, Matematikkens gådefulde tal - fra A-Ø, ISBN 978-87-571-2561-0, side 252 - online